# United States Statutes at Large
L’United States Statutes at Large, habituellement nommé Statutes at Large et abrégé par Stat., est un registre officiel des lois du Congrès et des concurrent resolution (en) mises en vigueur par le Congrès des États-Unis.